# Farancia abacura
Șarpele de noroi (Farancia abacura) este o specie de șarpe din familia Colubridae neveninos, semiacvatic, endemic în sud-estul Statelor Unite.

## Descriere

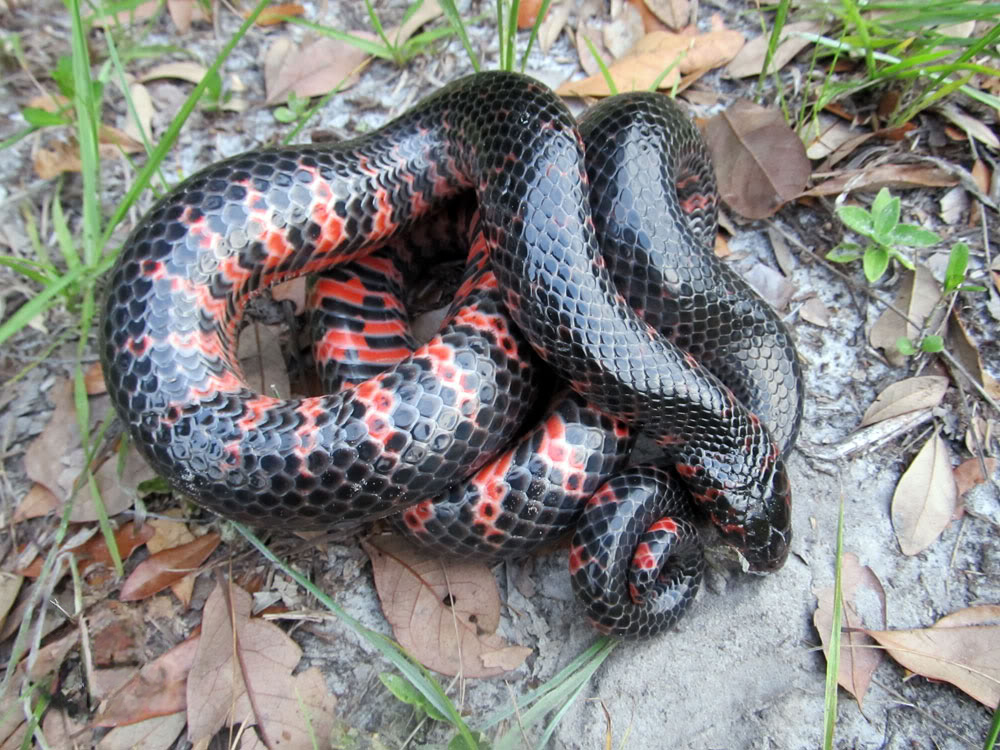
Șarpe de noroi de est, Pasco County, Florida

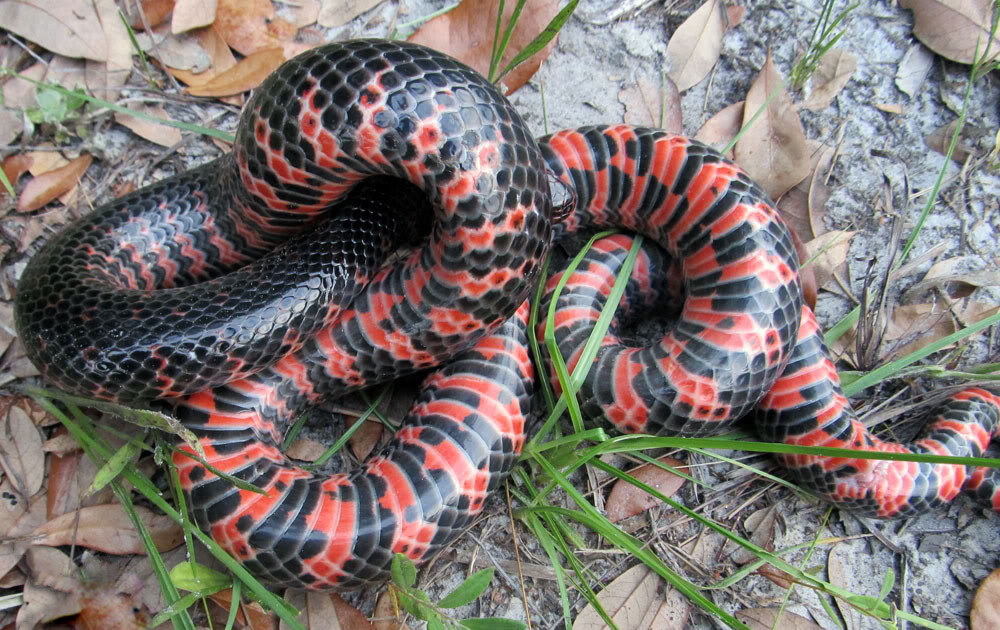
Șarpe de noroi de est, Pasco County Florida

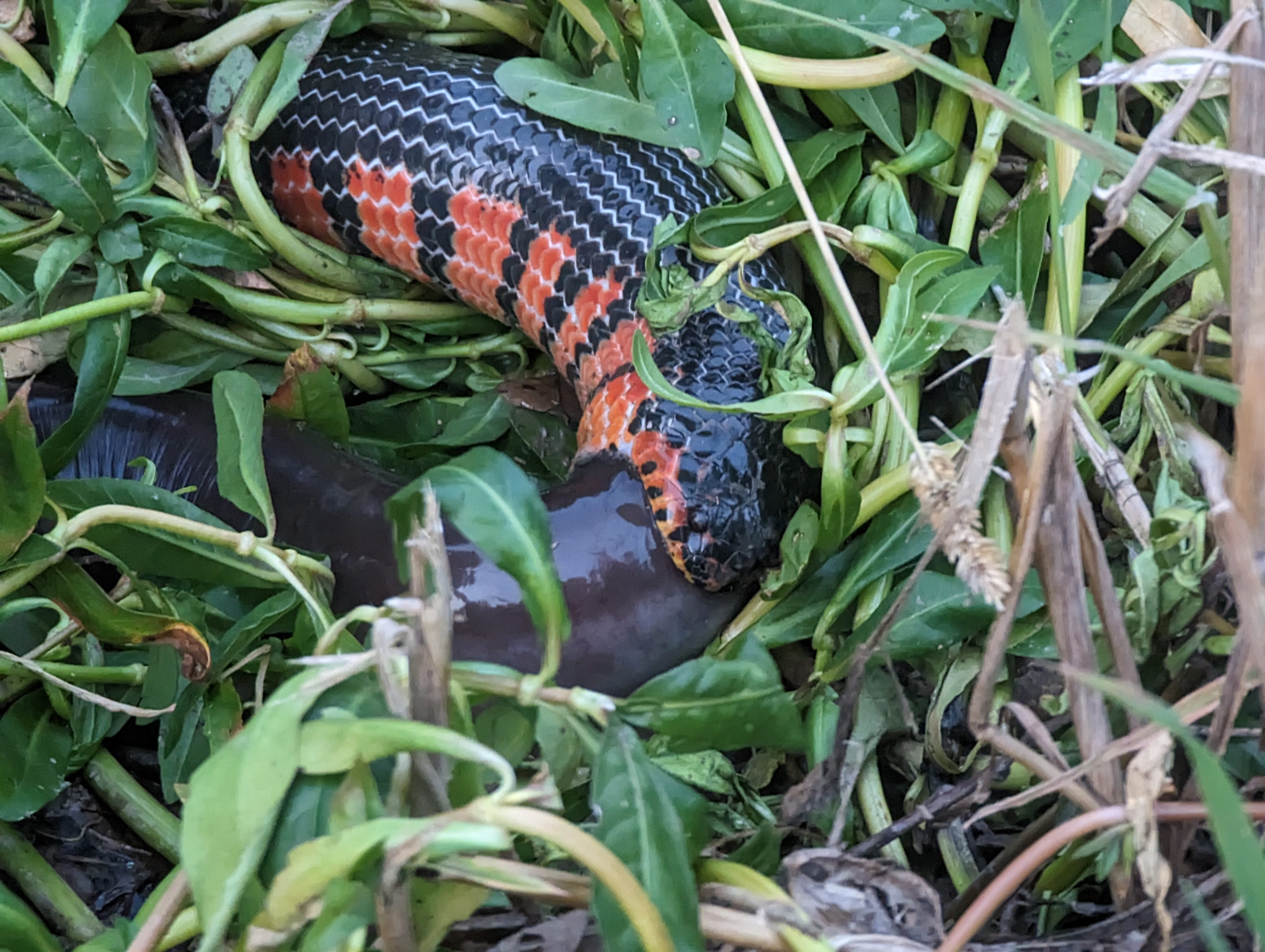
Șarpe de noroi vestic care se hrănește cu amphiuma (Amphiuma means)

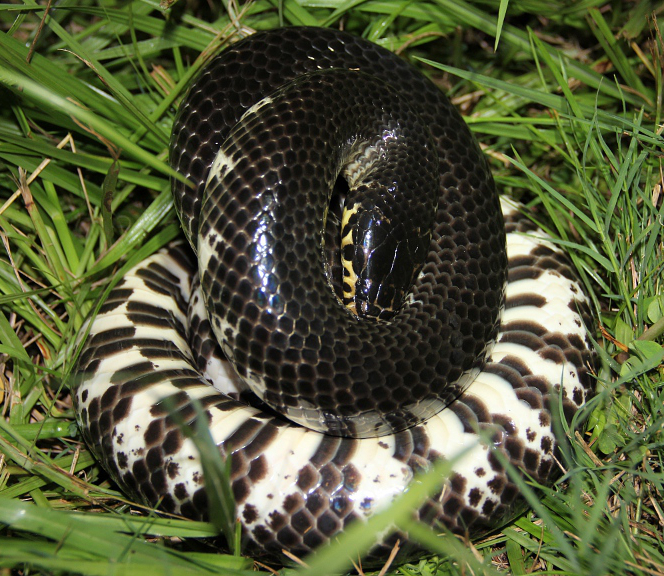
Farancia abacura abacura

Șarpele de noroi (Farancia abacura) este o specie de șarpe care poate atinge o lungime totală, inclusiv coada, cuprinsă între 1 și 1,4 metri, cu un record de puțin peste 2 metri. Dimorfismul sexual este prezent în această specie, femelele adulte fiind mai mari decât masculii în ceea ce privește lungimea totală. Corpul șarpelui de noroi are partea superioară de culoare neagră lucioasă, în timp ce partea inferioară este roșie și neagră, cu roșu care se extinde pe părțile laterale formând bare de culoare roz-roșiatică. Există și exemplare care au corpul complet negru, cu pete negre mai deschise în locul culorilor roșiatice obișnuite.
Forma corpului este cilindrică, cu o secțiune transversală cilindrică și o coadă scurtă care se termină cu o coloană vertebrală.
Capul este caracterizat de un scut internasal unic, absența scutului preocular și un scut temporal anterioar. Solzii dorsali sunt netezi și sunt aranjați în 19 rânduri la mijlocul corpului. Sunt 168-208 solzi ventrali și 31-55 de solzi subcaudali. Placa anală este divizată.
Genul Farancia include doar specia Farancia abacura, care are două subspecii distincte în cadrul său.

## Habitat
F. abacura trăiește în mod predominant la marginea cursurilor de apă și în mlaștinile de chiparos, unde găsește adăpost printre vegetația densă sau sub resturile de pământ. Această specie profită de condițiile umede și se îngroapă în noroi pentru a se ascunde. Este adaptată la un mediu aproape exclusiv acvatic și rareori părăsește apa, cu excepția momentelor în care depune ouăle, intră în hibernare sau se confruntă cu seceta și trebuie să se deplaseze pentru a scăpa de zonele umede care se usucă.
După ploi abundente, aria de răspândire a șarpelui de noroi poate crește, beneficiind de noi surse de hrană. Această specie ocupă în principal habitate acvatice cu apă dulce sau salmastră. Pentru hibernare, șarpele de noroi utilizează în mod obișnuit cavități în sol sau cioturi vechi de copaci ca adăposturi.

## Comportament
Șarpele de noroi este o specie predominant acvatică și activă în timpul nopții. Se alimentează în principal cu salamandre acvatice gigantice din genurile Siren și Amphiuma, dar consumă și alte amfibieni. Un aspect interesant este faptul că șarpele de noroi folosește coada ascuțită pentru a împunge prada, ceea ce a dus la porecla de „șarpe înțepător”, deși coada lor nu este dotată cu un înțepător și nu poate înțepa.
Pe partea posterioară a maxilarului superior se găsesc dinți măriți, care ajută la menținerea prăzii alunecoase în timpul capturării. Atunci când sunt deranjați, șerpii de noroi pot își pot introduce uneori capul sub spire și își expun partea inferioară roșie de pe coadă ca un semn de avertizare. Acest comportament servește ca mecanism de apărare împotriva potențialilor prădători.

## Reproducerea
Reproducerea speciei F. abacura are loc în principal în lunile aprilie și mai, în timpul primăverii. În timpul actului de copulație, femela se înfășoară în jurul masculului și pot rămâne în această poziție timp de mai multe zile.
La aproximativ opt săptămâni după împerechere, femela depune între 4 și 111 ouă, într-un cuib săpat în sol umed, uneori chiar în cuiburile aligatorilor. Cuiburile speciei pot fi găsite în principal în sol, sub dărâmături, dar nu sunt limitate doar la aceste zone.
Există o relație între lungimea corpului femelei și dimensiunea cuibului, femelele mai mari având cuiburi de dimensiuni mai mari. Femela rămâne cu ouăle până când acestea eclozează, de obicei în toamnă, în luna septembrie sau octombrie.

## Arealul de răspândire
Șarpele de noroi este întâlnit în sud-estul Statelor Unite, în statele Alabama, Arkansas, Florida, Georgia, Illinois, Kentucky, Louisiana, Mississippi, Missouri, Carolina de Nord, Oklahoma, Carolina de Sud, Tennessee, Texas și Virginia.

## Importanță culturală
Șarpele de noroi ar putea fi la originea mitului șarpelui cerc. J.D. Willson scrie:
„Șerpii de noroi sunt uneori cunoscuți sub numele de „șerpi cu cercuri” din cauza mitului conform căruia își mușcă coada și se rostogolesc după oameni”.
Mitul șarpelui cerc a fost atribuit și Masticophis flagellum.

## Subspecii
Există două subspecii recunoscute ale speciei Farancia abacura, care includ subspecia nominotipică:
1. Farancia abacura abacura (Holbrook, 1836) - cunoscut și sub numele de șarpe de noroi estic.
2. Farancia abacura reinwardtii (Schlegel, 1837) - cunoscut și sub numele de șarpe de noroi vestic.